# 원원근
원원근(元元根, 1967년 3월 2일 ~)은 태평양 돌핀스에서 뛰었던 전 야구 선수다. 선수 생활동안 주전과 백업을 오갔으며, KBO 최초의 스위치히터이기도 하다. 은퇴 후 야구 코치를 맡다가 2011년부터 2014년까지는 미국에서 야구 아카데미를 열고 야구대회를 개최했다. 이후 귀국하여 양주에 야구 교실을 열고 사회인 야구에도 참여했다.

## 기록
- 1988년: 76경기 52안타 22타점 1홈런 3도루 0.263
- 1989년: 109경기 70안타 38타점 3홈런 5도루 0.307
- 1990년: 81경기 21안타 16타점 1홈런 0.178
- 1991년: 115경기 105안타 38타점 3홈런 9도루 0.286
- 1992년: 20경기 8안타 3타점 0.205
- 1993년: 49경기 20안타 4타점 1도루 0.175
- 1994년: 6경기 1안타 1도루 0.200
- 1995년: 2경기 무안타 (2타석 2볼넷)

## 출신 학교
- 충암고등학교
- 경희대학교

## 가족 관계
- 배우자: 이주언
- 자녀 : 1남 1녀
- 매형 : 정병규

## 같이 보기
- 1988년 태평양 돌핀스 시즌